# Psalmi a Vidici ad Hebraicam veritatem castigati
Psalmi a Vidici ad Hebraicam veritatem castigati es un salterio de Tomas Cayetano impreso en Venecia en 1530 que contiene fragmentos del Antiguo Testamento, concretamente alabanzas a Dios y a sus leyes. En su mayoría son salmos atribuidos al rey David y que tenían como función ser leídos de acuerdo a lo que indicaba la liturgia eclesiástica.
Su autor fue general de la orden de los dominicos y diplomático de la Santa Sede, famoso por polemizar y confrontar a opositores a la religión católica en el contexto de la inminente Reforma protestante. En el preámbulo de dicha obra, Cayetano destaca que desearía profundizar no en una Biblia interpretada sino traducida desde el hebreo.
El ejemplar que conserva el Centro de Estudios de Historia de México Carso destaca porque en su portada se observa la leyenda "es del obispo de mexico fray Juan de Zumárraga" y en el interior de la misma hay anotaciones al calce con un estilo caligráfico del siglo XVI, que probablemente hizo el primer arzobispo de México. Este ejemplar pasó al resguardo de los carmelitas descalzos en su sede conventual de Querétaro, según la consigna de la portada. 